# Luís Vaía Monteiro
Luís Vaía Monteiro (por volta de 1660-1732) foi um capitão e administrador colonial português, governador da capitania do Rio de Janeiro no Brasil, no período de 10 de maio de 1725 e 22 de abril de 1732.
Era famoso pela truculência com que exerceu o cargo. Constantemente se desentendia com religiosos e políticos e reagia com violência, o que lhe custou o apelido de "Onça". A irracionalidade de suas atitudes transformaram o seu apelido em uma referência de tempo para expressar algo fora de moda ou de propósito: "Suas ideias são do tempo do Onça".
Em sua gestão, devido as invasões por corsários franceses ocorridas no governo de Francisco de Castro Morais, deu-se a inauguração dos fortes da Laje e da Ilha das Cobras, visando impedir novos ataques.[carece de fontes?] Usando o argumento do combate à pirataria, conseguiu do rei português que a Ilha Grande, na costa de Angra dos Reis, passasse a fazer parte do litoral fluminense no ano de 1726. Auxiliou na interiorização da colonização com a fundação de São João Marcos, no Vale do Paraíba fluminense.
Extremamente rígido no cumprimento das ordens régias, muitas vezes entrou em conflito com a Câmara - principalmente no combate à cunhagem de moedas falsas e outras irregularidades. Com o agravamento de sua doença, a Câmara o declarou incapaz para o serviço. Assumiu o governo o mestre de campo Manuel de Freitas da Fonseca.[carece de fontes?]
Foi casado com Antonia Batista Vilas Boas e Queiroga e deixou seis filhos. Após sua morte não se sabe o destino da esposa e filhos.